# 赤城大空
赤城 大空（あかぎ ひろたか、1991年5月8日 - ）は、日本のライトノベル作家。鳥取県出身。

## 経歴・人物
2011年、ペロペロ山根名義の『下ネタという概念が存在しない退屈な世界』が第6回小学館ライトノベル大賞にて優秀賞を受賞。同作は2014年に柚木N'による作画で漫画化（2014年 - 2016年『月刊コミックブレイド』連載）、2015年にはテレビアニメ化され、7月から9月まで放送された。
2015年に出版された『二度めの夏、二度と会えない君』は、源素水による作画で漫画化され（2016年 - 2017年『ゲッサン』連載）、また実写映画化されて2017年9月に公開された。
本業とは別に半ば趣味として「ドラゴンタニシ」の名義でカクヨムで連載もしており、連載作品である『淫魔追放』が2022年2月にガガガ文庫で書籍化された。

## 作品
- 下ネタという概念が存在しない退屈な世界（『ガガガ文庫』、イラスト：霜月えいと、全12巻、2012年 - 2016年）
- 二度めの夏、二度と会えない君（『ガガガ文庫』、イラスト：ぶーた、単巻、2015年 / 新装版 小学館文庫、2017年）
- 出会ってひと突きで絶頂除霊!（『ガガガ文庫』、イラスト：魔太郎、全12巻、2017年 - 2025年）
- 僕を成り上がらせようとする最強女師匠たちが育成方針を巡って修羅場（『ガガガ文庫』、イラスト：タジマ粒子、既刊6巻、2020年 - ）
- 淫魔追放〜変態ギフトを授かったせいで王都を追われるも、女の子と”仲良く”するだけで超絶レベルアップ〜（『ガガガ文庫』、イラスト：kakao、既刊3巻、2022年 - ）
- 【悲報】お嬢様系底辺ダンジョン配信者、配信切り忘れに気づかず同業者をボコってしまう けど相手が若手最強の迷惑系配信者だったらしくアホ程バズって伝説になってますわ!?（『ガガガ文庫』、イラスト：福きつね、既刊4巻、2023年 - ）